# Sasha Vezenkov

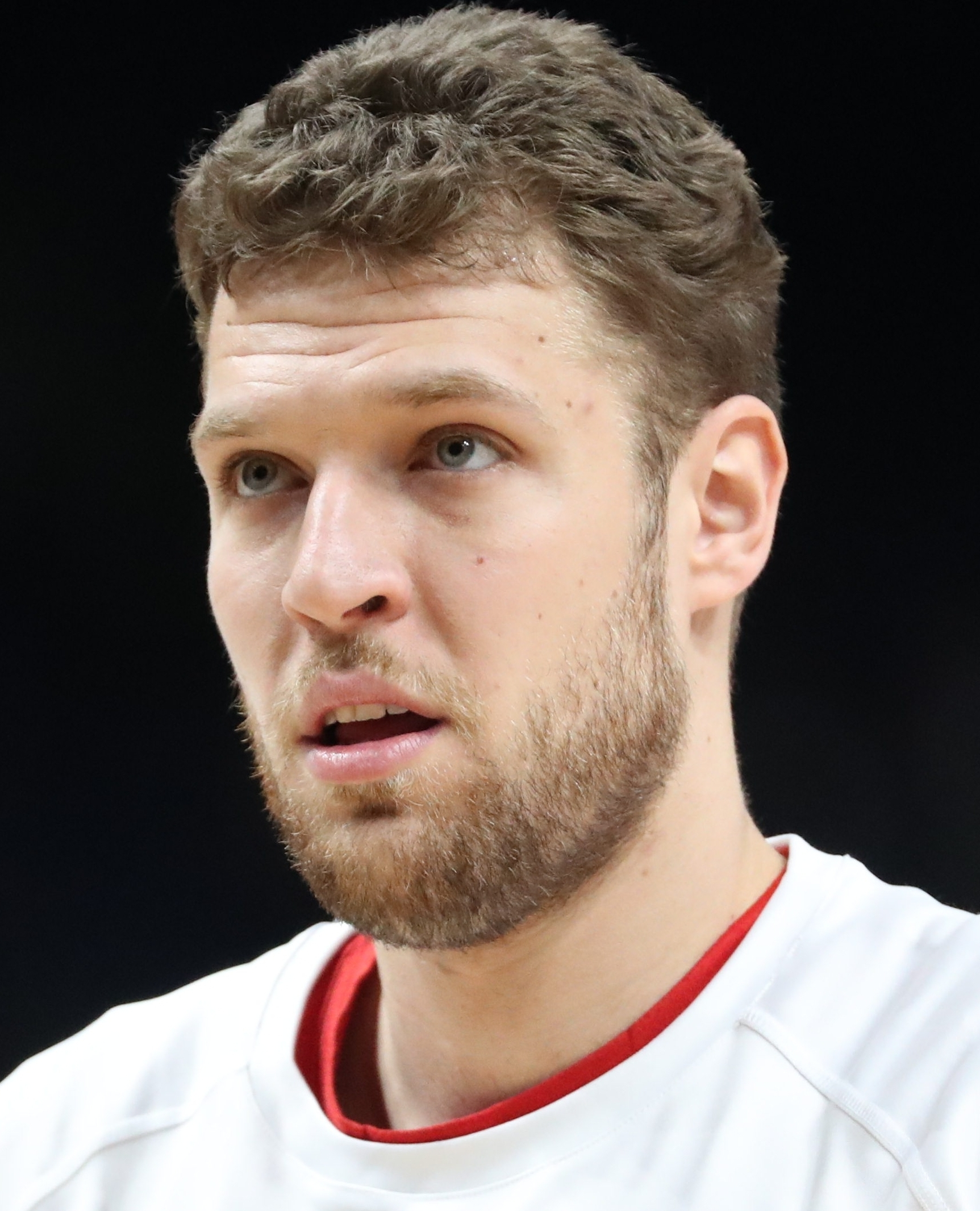
Sasha Vezenkov, 2022.

Aleksandar "Sasha" Vezenkov, bulgariska: Александър "Саша" Везенков; grekiska: Αλέξανδρος "Σάσα" Βεζένκοφ, född 6 augusti 1995 i Nicosia på Cypern, är en bulgarisk-cyperiotisk-grekisk professionell basketspelare (PF) som spelar för Toronto Raptors i National Basketball Association (NBA). Han har tidigare spelat för Sacramento Kings.
Vezenkov har tidigare spelat som proffs i Grekland och Spanien.
Han draftades av Brooklyn Nets i andra rundan i 2017 års NBA-draft som 57:e spelare totalt.